# Klinttjärnarna (Edefors socken, Norrbotten, 733896-173858)
Klinttjärnarna är en sjö i Bodens kommun i Norrbotten och ingår i Luleälvens huvudavrinningsområde.